# David G. Heckel
David Goodwin Heckel (* 1953 in Pittsburgh, Pennsylvania) ist ein amerikanischer Entomologe.

## Wissenschaftlicher Werdegang
Nach dem Studium der Biologie und Mathematik an der Universität Rochester, New York, und einem Bachelorabschluss Biologie und Mathematik 1975, promovierte Heckel 1980 an der Stanford University in Biologie. Seine Dissertation trug den Titel Extensions of the theory of evolutionary ecology, and the ecology of Anolis gingivinus. Von 1980 bis 1999 war er zunächst Assistant Professor, später Associate und Full Professor an der Clemson University in South Carolina. Von 1996 bis 1997 war er als Fulbright Fellow in Canberra, Australien. Von 1999 bis 2003 lehrte er als Senior Lecturer an der Universität Melbourne, Australien. Seit 2003 ist er  Direktor und Wissenschaftliches Mitglied am Max-Planck-Institut für chemische Ökologie und Leiter der Abteilung Entomologie.  2006 ernannte ihn die Friedrich-Schiller-Universität Jena zum Honorarprofessor. Seit 2021 ist Heckel emeritiert.
Heckel erforscht Anpassungsmechanismen, mit deren Hilfe pflanzenfressende Insekten ihre Wirtspflanzen finden und verwerten. Er untersucht außerdem, wie Adaptationen mit anderen Stressfaktoren in der Umgebung interagieren. Eine Strategie seiner Forschung ist die Verwendung von genetischen Variationsmustern, die zwischen Populationen, Rassen oder Arten existieren, sowie die Kartierung (engl. mapping) der Gene und das Auffinden von Kandidatengenen zur Identifizierung der beteiligten Mechanismen. Er wendet diesen Ansatz auch bei der Untersuchung genetischer und physiologischer Mechanismen, mit deren Hilfe Insekten eine Resistenz gegenüber chemischen und biologischen Insektiziden entwickeln, insbesondere Cry-Toxine (Bt) aus dem Bakterium Bacillus thuringiensis. Ein weiterer Schwerpunkt seiner Arbeit ist die Erforschung von Mustern genetischer Variabilität in Insekten, die aufgrund der bevorzugten Wirtspflanzen oder der Bildung von Sexuallockstoffen unterschiedliche Rassen darstellen und im Begriff sind, neue Arten auszubilden.

## Ehrungen und Auszeichnungen
- Phi Beta Kappa 1975
- Fulbright Senior Scholar, Canberra, Australien, 1996–1997
- John and Allan Gilmour Research Award, Universität Melbourne, Australien, 2001
- Woodward-Medaille für Wissenschaft und Technologie, Universität Melbourne, Australien, 2002[6]

## Publikationen (Auswahl)
- B. E. Tabashnik, Y. B. Liu, N. Finson, L. Masson, D. G. Heckel: One gene in diamondback moth confers resistance to four Bacillus thuringiensis toxins. In: Proceedings of the National Academy of Sciences. Band 94, Nr. 5, 1997, S. 1640–1644.
- D. G. Heckel, L. J. Gahan, Y. B. Liu, B. E. Tabashnik: Genetic mapping of resistance to Bacillus thuringiensis toxins in diamondback moth using biphasic linkage analysis. In: Proceedings of the National Academy of Science. Band 96, Nr. 15, 1999, S. 8373–8377.
- L. J. Gahan, F. Gould, D. G. Heckel: Identification of a gene associated with Bt resistance in Heliothis virescens. In: Science. Band 293, Nr. 5531, 2001, S. 857–860. doi:10.1126/science.1060949
- S. Asser-Kaiser, E. Fritsch, K. Undorf-Spahn, J. Kienzle, K. E. Eberle, N. A. Gund, A. Reineke, C. P. W. Zebitz, D. G. Heckel, J. Huber, J. A. Jehle: Rapid emergence of baculovirus resistance in codling moth due to dominant, sex-linked inheritance. In: Science. Band 317, Nr. 5846, 2007, S. 1916–1918. doi:10.1126/science.1146542
- D. Freitak, C. W. Wheat, D. G. Heckel, H. Vogel: Immune system responses and fitness costs associated with consumption of bacteria in larvae of Trichoplusia ni. In: BMC Biology. Band 5, 2007, S. 56. doi:10.1186/1741-7007-5-56
- D. Freitak, D. G. Heckel, H. Vogel: Dietary-dependent trans-generational immune priming in an insect herbivore. In: Proceedings of the Royal Society of London, Series B - Biological Sciences. Band 276, 2009, S. 2617–2624.  doi:10.1098/rspb.2009.0323
- J. M. Lassance, A. T. Groot, M. A. Liénard, A. Binu, C. Borgwardt, F. Andersson, E. Hedenström, D. G. Heckel, C. Löfstedt: Allelic variation in a fatty-acyl reductase gene causes divergence in moth sex pheromones. In: Nature. Band 466, 2010, S. 486–489. doi:10.1038/nature09058
- B. E. Tabashnik, F. Huang, M. N. Ghimire, B. R. Leonard, B. D. Siegfried, M. Rangasamy, Y. Yang, Y. Wu, L. J. Gahan, D. G. Heckel, A. Bravo, M. Soberón: Efficacy of genetically modified Bt toxins against insects with different genetic mechanisms of resistance. In: Nature Biotechnology. Band 29, Nr. 12, 2011, S. 1128–1131. doi:10.1038/nbt.1988
- N. Joußen, S. Agnolet, S. Lorenz, S. E. Schöne, R. Ellinger, B. Schneider, D. G. Heckel: Resistance of Australian Helicoverpa armigera to fenvalerate is due to the chimeric P450 enzyme CYP337B3. In: Proceedings of the National Academy of Sciences. Band 109, Nr. 38, 2012, S. 15206–15211. doi:10.1073/pnas.1202047109. PMID 22949643, PMC 3458352 (freier Volltext)
- D. G. Heckel: Insecticide Resistance After Silent Spring. In: Science. Band 337, Nr. 6102, 2012, S. 1612–1614. doi:10.1126/science.1226994
- F. Beran, Y. Pauchet, G. Kunert, M. Reichelt, N. Wielsch, H. Vogel, A. Reinecke, A. Svatoš, I. Mewis, D. Schmid, S. Ramasamy, C. Ulrichs, B. S. Hansson, J. Gershenzon, D. G. Heckel: Phyllotreta striolata flea beetles utilize host plant defense compounds to create their own glucosinolate-myrosinase system. In: Proceedings of the National Academy of Sciences. 2014. doi:10.1073/pnas.1321781111